# Transmission du VIH à l'accouchement
La transmission du VIH à l’accouchement représente 65 % des transmissions mère-enfant du virus, ce qui en fait la source la plus importante des transmissions verticales du VIH. L’accouchement est très à risque pour le bébé d’une mère séropositive puisque dans 10 à 20 % des cas le virus se transmet lorsque ni la mère, ni l’enfant ne sont traités. Heureusement de nombreux traitements ont été élaborés afin de réduire les risques de transmissions qui permettent de faire baisser ce taux à 1 % environ lorsque la mère et l’enfant sont traités adéquatement  . Par contre, le problème est principalement important dans les pays sous-développés où les femmes enceintes n’ont pas toutes accès à des tests de dépistage du VIH, aux traitements diminuant les risques de transmission et aux méthodes appropriées d’accouchement.

## La transmission
La transmission du virus à l’accouchement se fait par contact entre le sang de la mère et le sang du nouveau-né ou par contact avec les sécrétions cervicales et vaginales. Pour réduire les risques de transmission, on tente de réduire la charge virale dans le sang et dans les sécrétions cervicales et vaginales ou on tente d’éviter le passage du bébé à travers le col de l’utérus et à travers le vagin par accouchement par césarienne.

## Les facteurs de risques

### Ignorance de l'infection chez la mère
Le principal facteur de risque est l’ignorance de l’infection au VIH de la femme enceinte. Aux États-Unis, on estime que 25 % des sujets infectés par le VIH n’ont pas encore été diagnostiqués  . Lorsque le diagnostic n’est pas connu, aucun traitement ne peut être administré afin de diminuer le risque de la transmission du virus de la mère au nouveau-né ce qui entraine des risques de 10 à 20 % que le nouveau-né soit infecté lui aussi par le VIH au moment de l’accouchement. Cela en fait donc une des causes principales de la transmission du virus à l’accouchement . Ce facteur de risque est facilement enrayable lorsque les ressources nécessaires sont accessibles. C’est pourquoi en 1994, à la suite de l’arrivée de traitements diminuant ce risque de transmission, le US Public Health Service (PHS) a recommandé un test de dépistage du VIH volontaire pour tous les femmes enceintes américaines. Les différents États utilisent des approches différentes vis-à-vis les tests de dépistage ce qui fait varier le taux de femmes ayant subi le test selon l’endroit où elles résident. Le test appelé opt-in, qui inclut une séance d’information suivi d’un consentement spécifique de la femme au test de dépistage contre le VIH a un taux d’adhésion moins élevé que le test opt-out qui lui, inclut le test de dépistage dans les tests prénataux normaux proposés, mais qui peut quand même être refusé. Cette décision a considérablement réduit les cas de transmission du VIH lors de l’accouchement mais on ne sait pas à quel point puisqu’elle fut instaurée en même temps que le traitement à la Zidovudine qui lui diminue aussi les risques de transmission. On sait par contre que c’est un facteur important dans la baisse des cas de transmission de VIH lors de l’accouchement puisque cela permet le traitement préventif de beaucoup plus de femmes enceintes en Amérique du Nord ce qui diminue par le fait même les taux de transmission.  Dans les pays sous-développés et moyennement développés, la situation est beaucoup plus critique seulement 26 % des 125 millions de femmes enceintes en 2009 ont été testées pour le VIH ce qui rend cette population très à risque de transmission du VIH étant donné qu’aucune mesure préventive ne peut alors être prise. Par contre, cela représente une nette amélioration si on tient compte que seulement 7 % des femmes enceintes avaient été testées en 2005.

### Moment de l'infection
L’infection au VIH de la mère durant la grossesse augmente considérablement les risques de transmission du virus lors de l’accouchement car la grossesse a lieu durant la phase primaire de l’infection. C’est la phase de l’infection durant laquelle la charge virale est la plus élevée. La charge virale plasmatique de la mère représente le meilleur indicateur du risque de transmission. Plus la charge virale est élevée, plus le risque de transmission augmente, conséquemment les traitements utilisés visent à diminuer la charge virale plasmatique. Lors de la phase primaire de l’infection, il est difficile de faire baisser la quantité de virus plasmatiques au niveau souhaité pour empêcher ou presque les probabilités que le virus soit transmis au nouveau-né. On recommande alors de porter une attention particulière aux situations qui pourraient être propices aux infections par le VIH. Par exemple, il est recommandé de toujours se protéger lors des relations sexuelles durant la grossesse.

### Autres
L’utilisation de drogues fortes comme la cocaïne ou l’héroïne augmente les chances de transmission du VIH lors de l’accouchement par un facteur de trois. La consommation de cigarettes durant la grossesse augmente aussi le risque de transmission du VIH à l’enfant.

## Utilisation de la thérapie antirétrovirale
La thérapie antirétrovirale est recommandée durant les semaines 14 à 34 de la grossesse d’une femme séropositive. Cela entraine une réduction de la charge virale qui diminue par le fait même les risques de transmission du VIH à la naissance. En 2010 on dénombrait 25 agents antirétroviraux approuvés répartis dans 5 classes avec plusieurs autres en développement. Ces agents sont utilisés en combinaison puisque ce sont des composés auxquels on devient facilement résistant. Dans les pays sous-développés et moyennement développés, la thérapie antirétrovirale est de plus en plus accessible. En 2005 seulement 19 % des femmes enceintes avaient accès à ce traitement, tandis qu’en 2009 ce taux a augmenté à 53 % . Quelques pays ont beaucoup moins accès à ce type de traitement comme en Afrique du Nord et au Moyen-Orient où l’on recense qu’en 2009 seulement 500 femmes ont reçu le traitement sur un total de 15 700 femmes enceintes séropositives. Cependant, on espère atteindre un taux minimal de 50 % dans toutes les régions du monde d’ici 2015 avec l’instauration d’un programme stratégique par l'Organisation Mondiale de la Santé (OMS) visant éliminer virtuellement les PTME (Prévention de la Transmission Mère à Enfant). Par contre, on a aussi démontré qu’il pourrait y avoir un lien entre l’utilisation de cette thérapie antirétrovirale et la naissance prématurée du bébé.

### Traitement par la zidovudine
La zidovudine est un inhibiteur de la réverse transcriptase nucléosidique du VIH, un type d’antirétroviral utilisé en combinaison avec d’autres agents antirétroviraux chez la femme enceinte séropositive pour prévenir la transmission du VIH lors de l’accouchement de même que chez les sujets atteints du VIH en général. La zidovudine est un analogue de la thymine et lorsqu’il prend la place de celui-ci dans le brin d’ADN nouvellement synthétisé par la réverse transcriptase, il bloque la transcription subséquente et empêche le virus d’infecter une cellule. Donc, la zidovudine protège les cellules non-infectées d’une infection par le VIH, par contre il n’améliore pas l’état des cellules déjà infectées. Il empêche une évolution rapide de l’infection chez un sujet infecté. Il a été démontré que l’utilisation de la Zidovudine antepartum et intrapartum chez la femme enceinte et postpartum durant 6 semaines chez le bébé réduisait les risques de transmission du VIH par environ 2/3. Il n’est pas encore établi durant quelle période parmi les précédentes l’administration de Zidovudine est le plus efficace mais des recherches sont effectuées afin de la déterminer. Cela permettrait de diminuer la fréquence d’administration et de diminuer les couts du traitement ce qui serait particulièrement avantageux pour les pays sous-développés. N’étant pas un médicament qui diminue la charge virale mais qui empêche plutôt son augmentation, le Zidovudine doit être administré à temps pour qu’il soit le plus efficace. Une patiente séropositive n’ayant pas eu recours à la Zidovudine durant sa grossesse peut minimiser ses chances de transmission en s’en faisant administrer par intraveineuse juste avant l’accouchement et ensuite administrer au bébé car le plus important c’est que le sang et les tissus de l’enfant aient été en contact avec l’agent antirétroviral. La Zidovudine est administrée peu importe la charge virale plasmatique de la patiente parce que le lien entre la charge virale et le risque de transmission du virus à l’enfant n’est pas absolu.

## Césarienne
Lorsque la charge virale n’a pas été abaissée suffisamment, soit parce que la femme a été infectée par le HIV peu de temps avant l’accouchement ou parce que le diagnostic fut posé trop tard pour que les traitements puissent faire effet ou lorsque la patiente ne répond pas efficacement aux traitements visant à abaisser la charge virale, il est suggéré d’accoucher par césarienne. Il est démontré qu’une femme séropositive qui accouche par césarienne a 50 % de moins de risque de transmettre le virus à son nouveau-né que par accouchement vaginal. Par contre, la thérapie antirétrovirale et le traitement par la Zidovudine sont préférés à la césarienne puisque le risque de complications est élevé chez les femmes séropositives  .